# Northrop Grumman B-21 Raider
B-21 Raider — перспективный американский стратегический бомбардировщик, разрабатываемый корпорацией Northrop Grumman для ВВС США в рамках программы Long Range Strike Bomber (LRS-B; с англ. — «дальний ударный бомбардировщик»). Предполагается, что летательный аппарат, создаваемый на основе передовых технологий со значительной бомбовой нагрузкой и малозаметностью, будет способен нести как обычные боеприпасы, так и термоядерное оружие. Особый упор при разработке был сделан на дальности радиуса действия бомбардировщика, однако точные характеристики являются засекреченной информацией.
ВВС США рассчитывают получить не менее 100 единиц B-21 для замены существующего парка стратегических бомбардировщиков B-1 Lancer и B-2 Spirit и расширения его под будущие потребности.

## История

### Предыстория
Проект нового стратегического бомбардировщика начал обсуждаться в США в начале 2000-х годов. В результате был сформирован список требований и дан старт программе «2018 Bomber» (с англ. — «Бомбардировщик 2018 года»). Первый полёт нового бомбардировщика планировался на середину 2010-х годов, а к концу десятилетия он должен был быть принят на вооружение. Однако к концу 2000-х годов Пентагон обновил требования к новому бомбардировщику, и программа стала называться «Next-Generation Bomber» (NGB; с англ. — «Бомбардировшик следующего поколения»). В январе 2008 года компании Boeing и Lockheed Martin договорились о кооперации для участия в проекте. Экономические трудности и необходимость соблюдения международных договоров в сфере ядерных вооружений привели к корректировке программы и переносе сроков её исполнения.
В 2009 году было объявлено о закрытии проекта NGB и начале нового проекта «Long Range Strike Bomber» (LRS-B). Проект предполагал разработку самолёта, во многом напоминавшего B-2, но имеющего значительно меньшую стоимость. Фактически новый проект является незначительно переработанным проектом NGB. В связи с этими изменениями в 2010 году распалось партнёрство Boeing и Lockheed Martin. 25 октября 2013 года обе компании вновь объявили о кооперации для участия в программе LRS-B, при этом Boeing должна была выступать генеральным подрядчиком.

### Разработка

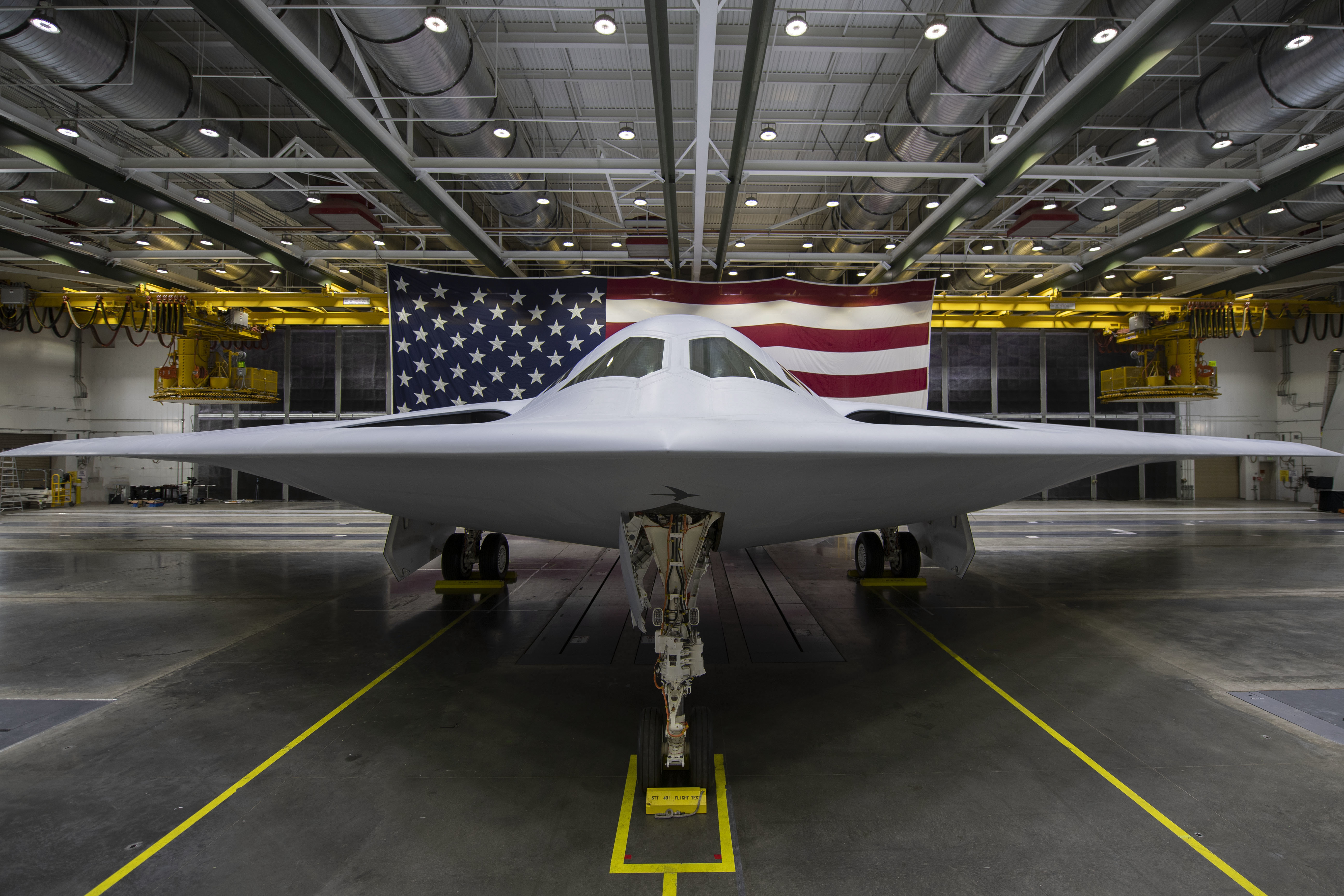
B-21 в ангаре завода 42

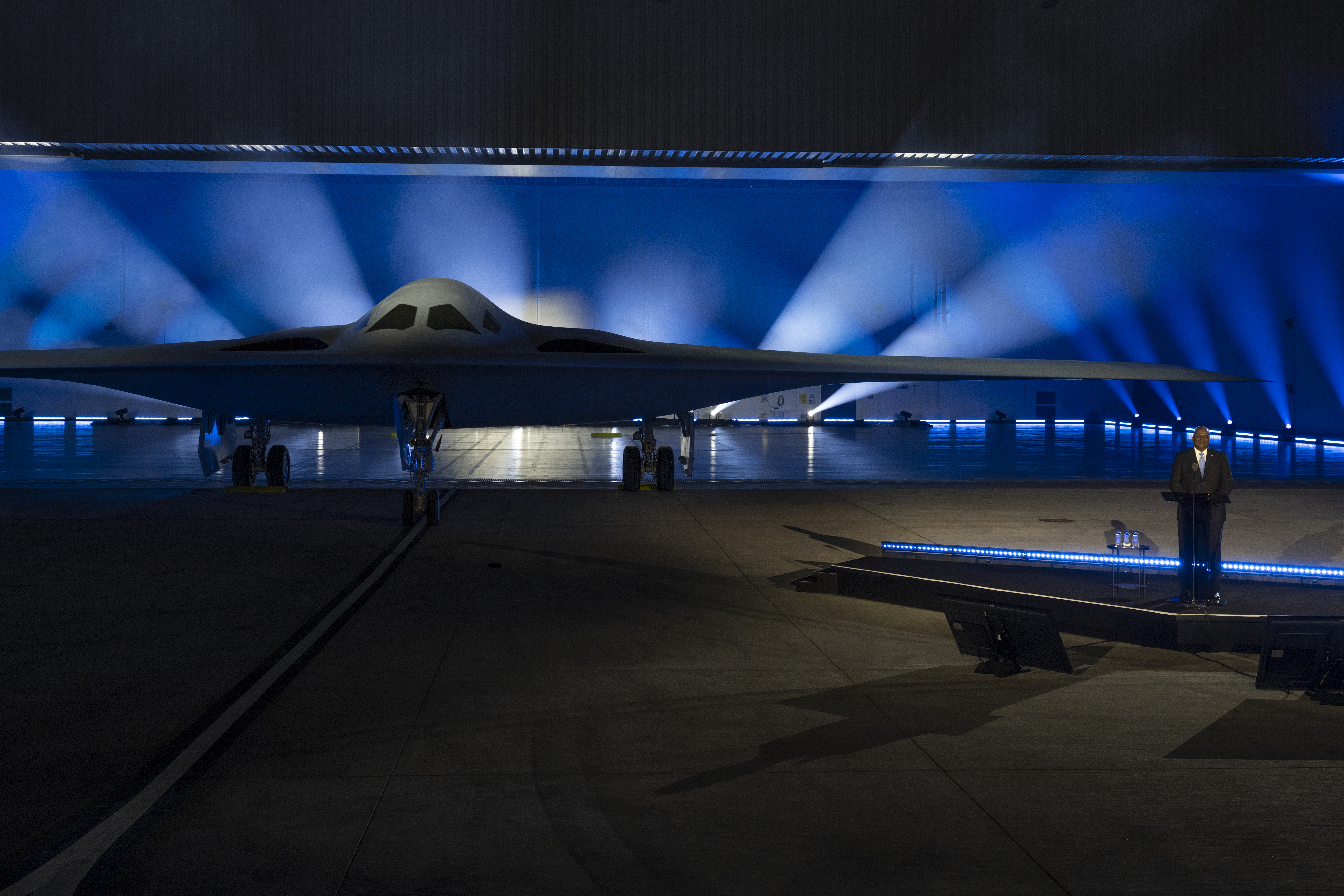
Министр обороны Ллойд Дж. Остин III выступает с речью на презентации B-21, Палмдейл, Калифорния, 2 декабря 2022 г.

В июле 2014 года был выдан запрос предложения на разработку нового самолёта. Первоначальные планы ВВС включали приобретение по программе LRS-B 80—100 самолётов стоимостью 550 миллионов долларов США каждый с последующим возможным расширением парка до 175—200 единиц. В октябре 2015 года Northrop Grumman была выбрана в качестве разработчика нового бомбардировщика. По сообщениям СМИ, самолёт мог быть также использован для разведки и рекогносцировки, наблюдения и боевого управления, а также в роли перехватчика.
26 февраля 2016 года самолёт получил официальное обозначение B-21, подчеркивающее его значение как «бомбардировщика XXI века». Было заявлено, что самолёт будет напоминать Northrop B-2 Spirit и разрабатываться на основе существующих, хорошо зарекомендовавших себя технологий. В марте 2016 года ВВС анонсировали главных поставщиков программы: Pratt & Whitney, BAE Systems, Orbital ATK и другие компании. Тогда же руководитель программы истребителя Lockheed Martin F-35 Lightning II генерал-лейтенант Крис Богдан (англ.  Chris Bogdan ) заявил, что выбор Pratt & Whitney в качестве поставщика двигателей для B-21 поможет, за счёт унификации, снизить стоимость двигателя F135, поставляемого той же компанией для его программы. В апреле того же года Командование глобальных ударов ВВС США заявило о минимальной потребности в 100 единиц B-21.
В октябре 2016 года Счётная Палата США опубликовала доклад, согласно которому, решающим фактором при выборе разработчика B-21 в пользу Northrop Grumman стала более низкая стоимость проекта по сравнению с предложенной консорциумом Boeing и Lockheed Martin.

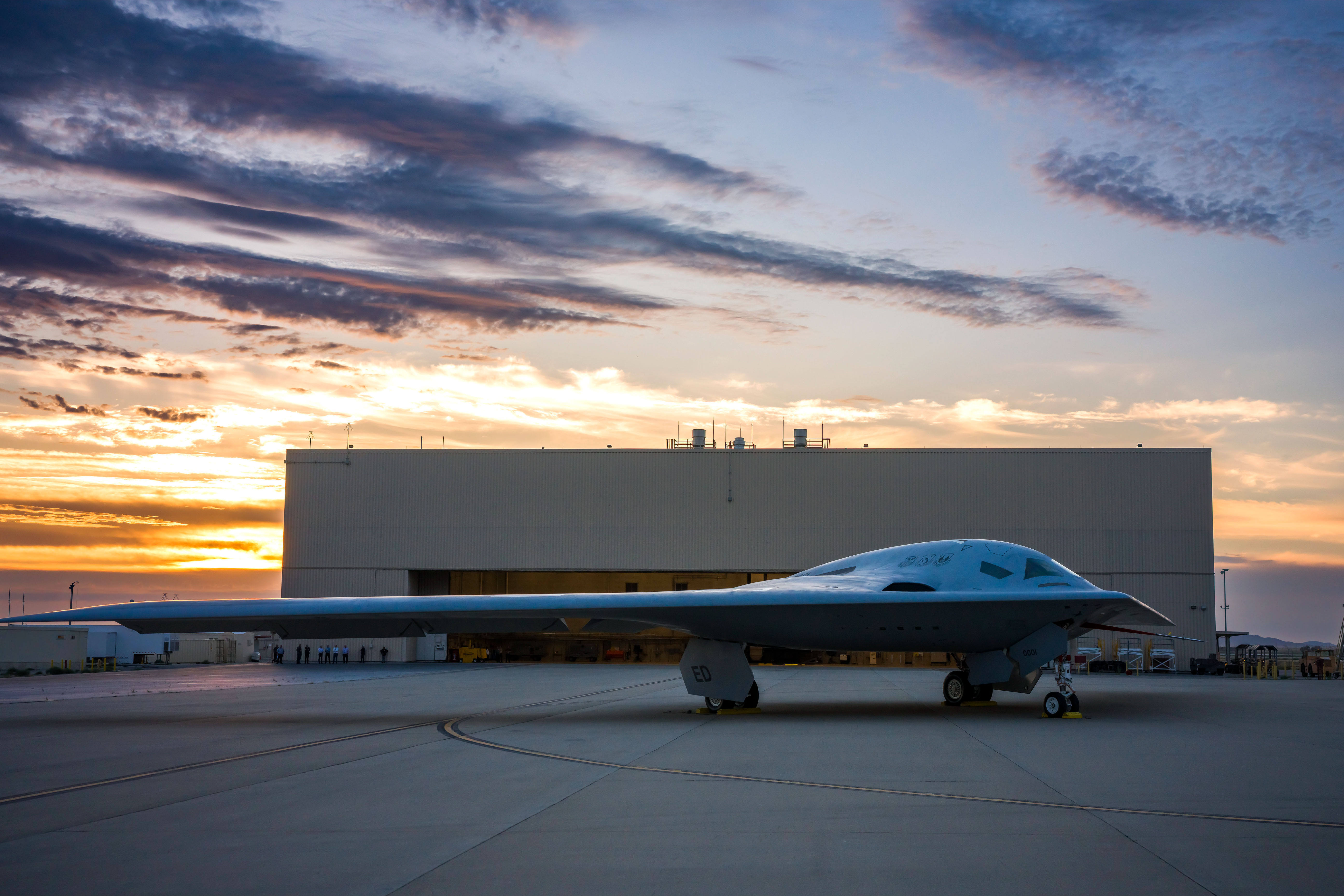
B-21 в Палмдейле, Калифорния

В ноябре 2016 года B-21 получил имя «Рейдер» (Raider с англ. — «в авиации: самолёт-бомбардировщик, участвующий в воздушном налёте») в честь лётчиков-участников рейда Дулиттла в годы Второй мировой войны. На официальной церемонии оглашения имени проектируемого бомбардировщика присутствовал лейтенант-полковник в отставке Ричард Ю. Коул (1915—2019), единственный живущий на тот момент ветеран знаменитого рейда.
В сентябре 2019 года компания Northrop Grumman приступила к сборке первого лётного образца B-21 для американских ВВС на заводе в Палмдейле (штат Калифорния). В том же году ВВС вновь подтвердили намерение приобрести более 100 новых бомбардировщиков. 
На июнь 2021 года построено, по заявлению исполняющего обязанности помощника министра ВВС США по закупкам, технологиям и логистике Дарлин Костелло, два опытных образца B-21 Raider; позднее ВВС США уточнили, что речь пока идёт о «почти полной» механической готовности двух машин, которые однако смогут совершить первый полёт не ранее 2022 года. Кроме того, стало известно, что Пентагон планирует приобрести до 145 новых бомбардировщиков. Они будут носителями как обычного, так и ядерного вооружения, например корректируемых боеприпасов Joint Directed Attack Munition (JDAM) и ракет AGM-158 Joint Air to Surface Standoff Missile (JASSM), а также термоядерных бомб B83 и B61-12.
Самолёт впервые был представлен общественности 2 декабря 2022 года на церемонии, проведённой на предприятии Northrop Grumman в Палмдейле, Калифорния.
27 июля 2023 года официальные лица Northrop Grumman сообщили о проведении испытаний на включение двигателя самолёта, что ещё на один шаг приблизило его к первому полёту, запланированному на конец 2023 года.
Первый полет состоялся 10 ноября 2023 г.
В сентябре 2023 года разработчик объявил о начале наземных испытаний для двигателей бомбардировщика.
По состоянию на сентябрь 2023 года в различной стадии сборки находилось уже около десятка B-21 Raider.

## Особенности конструкции

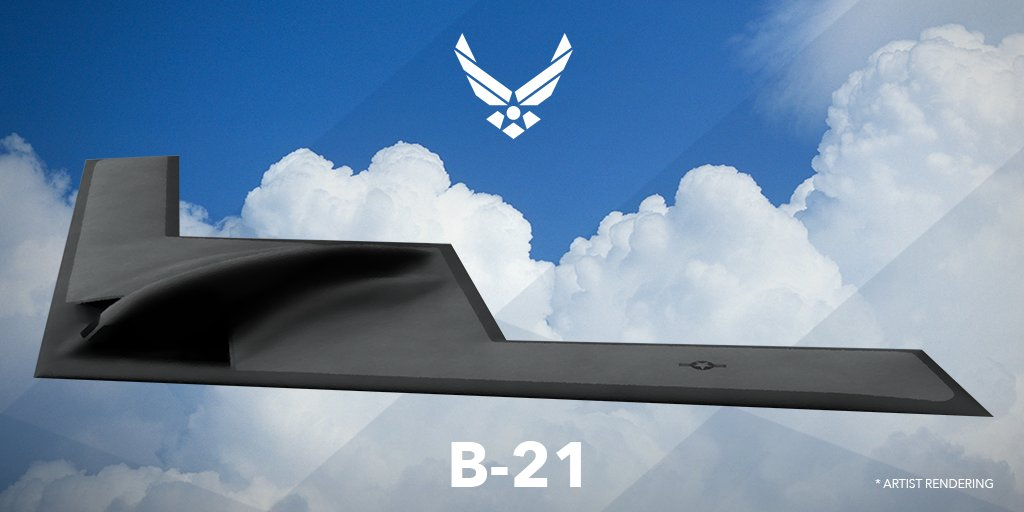
B-21 Raider в представлении художника, 2016 год

31 января 2020 года Northrop Grumman опубликовала изображения B-21 Raider в представлении художника, демонстрирующие утопленные в крыло и плавно сопряжённые с кабиной пилотов воздухозаборники характерной формы, и двухколёсную конструкцию основного шасси, что позволяет предположить меньший размер и вес самолёта по сравнению с B-2 Spirit. Размещение двигателей внутри планера, а сопел в его верхней части позволит существенно уменьшить тепловое излучение и снизить видимость машины в инфракрасном диапазоне. К тому же, как указывают эксперты, горячие газы из двигателя можно охладить ещё больше путем применения способа смешивания в выхлопной системе. Именно такая компоновка используется в состоящем на вооружении В-2 Spirit. Кроме того, по аналогии с ним, для «Рейдера» предусмотрена аэродинамическая схема «летающее крыло». Это позволяет существенно уменьшить эффективную площадь рассеяния и, как следствие, уменьшить радиолокационную заметность по сравнению с самолётами, обладающими вертикальным оперением. Бомбардировщик сможет нести на борту как обычное оружие, так и ядерное, а также проектируемые и перспективные системы вооружения, поскольку изначально в основу проектирования B-21 были заложены принципы системы открытой архитектуры.

## Публичная презентация
Первый прототип был показан общественности 2 декабря 2022 года, перед сборочным комплексом ВВС США № 42 в Палмдейл, Калифорния[6].